# Deutsche Meisterschaft im Feldhockey 1938 (Herren)
In der Saison 1937/38 wurde zum zweiten Mal eine Deutsche Meisterschaft im Feldhockey der Herren ausgetragen. Ausrichter war der Deutsche Reichsbund für Leibesübungen, nachdem der Deutsche Hockey-Bund am 22. Oktober 1933 aufgelöst worden war. Deutscher Feldhockey-Meister wurde erneut der Berliner SC, der seinen Titel durch einen Finalsieg gegen den TV Sachsenhausen 1857 in Frankfurt verteidigte.

## Modus
16 Mannschaften hatten sich über die regionalen Meisterschaften für die Endrunde qualifiziert. Anders als im Vorjahr war daher keine Vorrunde nötig, an der nur einige Clubs teilnehmen mussten. Die Spiele fanden – wenn nicht anders angegeben – jeweils auf der Anlage des erstgenannten Vereins statt.

## Achtelfinale
Leipziger SC – Rot-Weiß Görlitz 6:1

Stettiner SC – Berliner SC 0:5

TC Blau-Weiß Königsberg – Uhlenhorster HC 0:3

Club zur Vahr – VfB Jena 1:0

Eintracht Dortmund – ETuF Essen 2:3

Rot-Weiß Köln – TV Sachsenhausen 1857 1:4

VfR Mannheim – 1. Hanauer THC 3:0

Ulmer FC 94 – TSV Jahn München 1:0

## Viertelfinale
Berliner SC – Leipziger SC 3:2

Uhlenhorster HC – Club zur Vahr 2:1

TV Sachsenhausen 1857 – ETuF Essen 2:1

VfR Mannheim – Ulmer FC 94 4:0

## Halbfinale
Berliner SC – Uhlenhorster HC 1:0

VfR Mannheim – TV Sachsenhausen 1857 1:2

## Finale
TV Sachsenhausen 1857 – Berliner SC 0:1